# Belawa
Belawa (en népalais : बेलवा) est un comité de développement villageois du Népal situé dans le district de Bardiya. Au recensement de 2011, il comptait 15 568 habitants.